# Wuhladko
Wuhladko (Глазок (дверной)) — наименование получасовой телевизионной передачи на верхнелужицком языке, которая выпускается каждый месяц баутценской студией радиостанции Mitteldeutschen Rundfunk (MDR) с 2001 года. Редактором и телеведущей программы является Богна Коренг. Передача затрагивает различные сферы культурной, экономической, политической и иной жизни лужицкого народа.
Телепередача является аналогом программы «Łužyca» на нижнелужицком языке, которая выпускается с 1992 года раз в месяц радиостанцией Rundfunk Berlin-Brandenburg (RBB). Телеведущими этой программы являются лужицкие журналисты Аня Погончова и Христиан Маттэе (Christian Matthée).